# Aurélie Geurts
Aurélie Geurts (Diest, 27 februari 1992) is een Belgisch fotograaf en docent aan het KASK.

## Opleiding en werk
Geurts studeerde in 2015 af aan de Koninklijke Academie voor Schone Kunsten in Gent. Naar aanleiding daarvan besloot de fotoredactie van De Morgen om haar afstudeerproject, de fotoreeksen Frumoasa en Mia en Lena, te delen.
Aurélie Geurts is van mening dat alles vanuit de dynamiek van menselijke relaties vertrekt. Om die goed vast te leggen, dompelt ze zichzelf graag volledig onder in hun wereld. Ze is ervan overtuigd dat elk mens levenslessen met zich meedraagt die ons dichter tot de essentie van het leven kunnen brengen.
Ze werkt vooral voor De Volkskrant, De Morgen en Knack.
In oktober 2021 werd haar werk tentoongesteld in het FOMU.

## Publicatie
Voor het kookboek Al het eten van de wereld (2022, ISBN 9789463938563) van Daphne Aalders verzorgde Aurélie Geurts de fotografie, en voor het boek Levenslessen van honderdjarigen (2022, ISBN 9789000385195) van Volkskrant-journalist Marjon Bolwijn zorgde ze voor de portretten van de opgevoerde honderdjarigen.
- Virtual International Authority File: 43168045227738102162